# 孟加拉保卫伊斯兰联盟

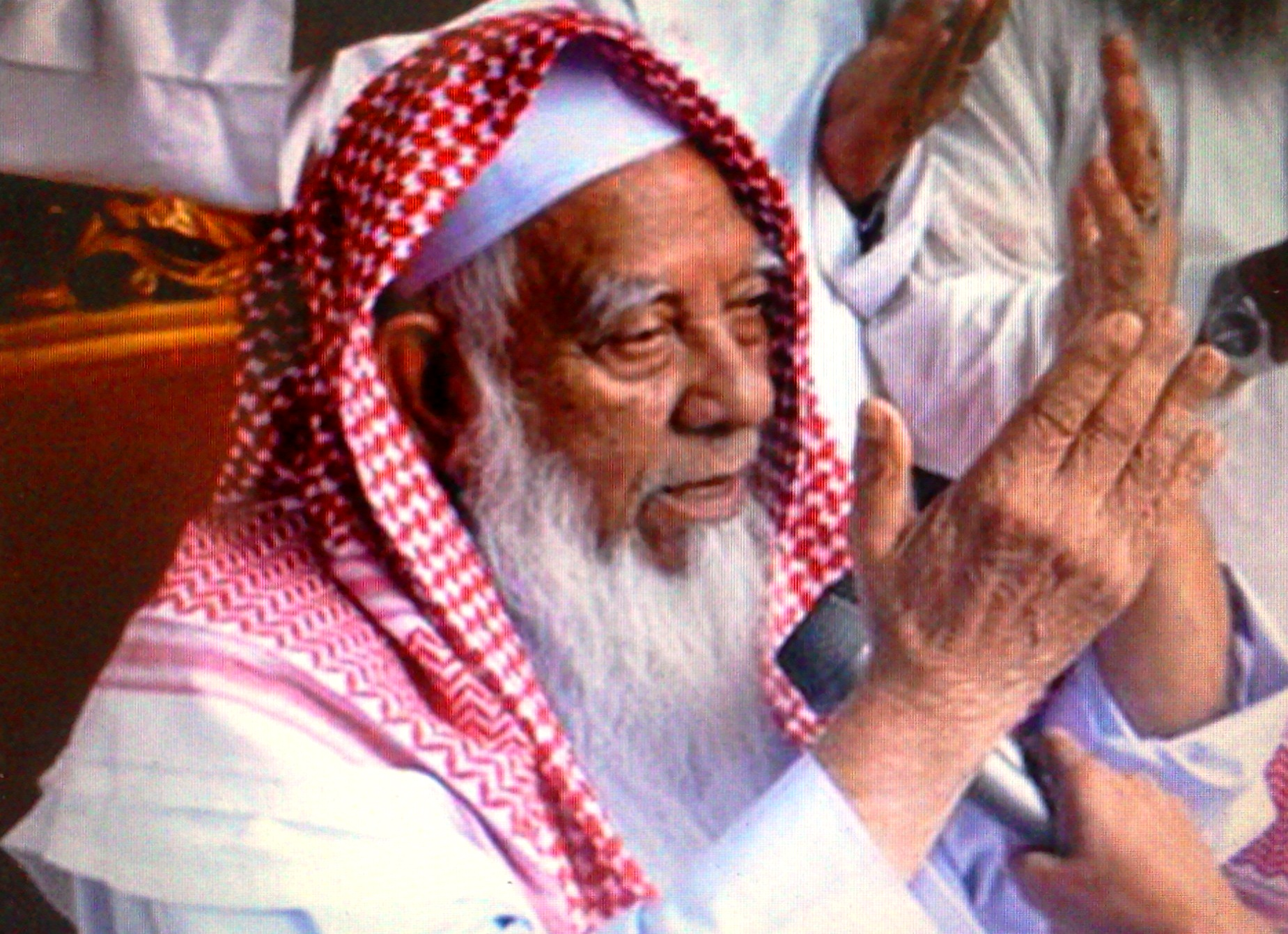
孟加拉保卫伊斯兰联盟的創始人艾哈迈德·沙菲

孟加拉保卫伊斯兰联盟是2010年在孟加拉國成立的伊斯蘭主義組織，最初由吉大港數座伊斯蘭學校的教師與學生組成，成立初期即抗議政府禁止宗教介入政治、取消憲法第五修正案、打壓伊斯蘭學校與推廣女權等。
2013年沙赫巴格示威期間，孟加拉保卫伊斯兰联盟在達卡參與示威，向政府提出13點訴求，包括將褻瀆伊斯蘭與先知穆罕默德的無神論部落客處以死刑、停止以自由之名輸入外來文化、禁止媒體上的反伊斯蘭內容等。2021年3月保衛伊斯蘭聯盟也參與了反對印度總理莫迪參訪的示威。
《經濟學人》指孟加拉保卫伊斯兰联盟有接受沙烏地阿拉伯的基本教義派資助；孟加拉人民聯盟指保衛伊斯蘭聯盟為在獨立戰爭中犯下戰爭罪的孟加拉伊斯蘭大會黨之掩護組織，保衛伊斯蘭聯盟則否認與後者有關聯，稱此言論為在公共場域中打壓伊斯蘭主義者。